# See You Again (chanson de Miley Cyrus)
Pour l’article homonyme, voir See You Again (chanson de Wiz Khalifa).
Singles de Miley Cyrus
Girl's Night Out
(2007) Ready, Set, Don't Go
(2007)
See You Again est le 2e single de Miley Cyrus en 2007, sur l'album Meet Miley Cyrus. Il s'est vendu à plus de 30 000 exemplaires en Australie.

## Classements Positions
| Certifications (2007-2008)      | Classements positions |
| ------------------------------- | --------------------- |
| U.S. Billboard Hot 100          | 10                    |
| U.S. Billboard Pop 100          | 6                     |
| Hot 100 Airplay                 | 11                    |
| Pop 100 Airplay                 | 3                     |
| Top 40 Mainstream               | 4                     |
| Hot Digital Songs               | 5                     |
| Hot Digital Tracks              | 5                     |
| Hot Adult Top 40 Tracks         | 22                    |
| Hot Dance Airplay               | 17                    |
| Australian ARIA Singles Chart   | 6                     |
| Canadian Hot 100                | 4                     |
| New Zealand RIANZ Singles Chart | 11                    |

## Rock Mafia Remix
Singles de Miley Cyrus UK singles
7 Things
(2008)

### Classements Positions
| Certification (2008) | Classements positions |
| -------------------- | --------------------- |
| UK Singles Chart     | 11                    |
| Irish Singles Chart  | 13                    |